# パイドゥシャーコヴァー (小惑星)
パイドゥシャーコヴァー (3636 Pajdušáková) は小惑星帯の小惑星である。チェコスロバキア（現：チェコ）のクレチ天文台 (Hvězdárna Kleť) でアントニーン・ムルコスが発見した。
チェコスロバキア（現：スロバキア）の女性天文学者であるリュドミラ・パイドゥシャーコヴァーに因んで命名された。